# Macrophthalmus (Macrophthalmus) brevis
Macrophthalmus (Macrophthalmus) brevis is een krabbensoort uit de familie van de Macrophthalmidae. De wetenschappelijke naam van de soort is voor het eerst geldig gepubliceerd in 1804 door Herbst.